# Women's Senior Golf Tour 2004
De Women's Senior Golf Tour 2004 was het vijfde seizoen van de Women's Senior Golf Tour, dat in 2006 vernoemd werd tot de Legends Tour. Er stonden twee toernooien op de kalender.

## Kalender
| Datum | Datum | Toernooi        | Stad              | Winnaar       | Score | Score | Info |
| ----- | ----- | --------------- | ----------------- | ------------- | ----- | ----- | ---- |
| 11-09 | 12-09 | Buehler Classic | Newburgh, Indiana | Barb Moxness  | 140   | –4    |      |
| 19-06 | 20-06 | HyVee Classic   | Des Moines, Iowa  | Elaine Crosby | 135   | –9    |      |

2000 ·
2001 ·
2002 ·
2003 ·
2004 ·
2005 ·
2006 ·
2007 ·
2008 ·
2009 ·
2010 ·
2011 ·
2012 ·
2013 ·
2014 ·
2015